# Comuna Krasne, Konotop
Krasne (în ucraineană Красне) este o comună în raionul Konotop, regiunea Sumî, Ucraina, formată din satele Krasne (reședința), Lebedieve și Vîșneve.

## Demografie
Componența lingvistică a comunei Krasne
     Ucraineană (98,74%)
     Rusă (1,26%)
Conform recensământului din 2001, majoritatea populației comunei Krasne era vorbitoare de ucraineană (98,74%), existând în minoritate și vorbitori de rusă (1,26%).